# Santiago Casandeje
Santiago Casandeje  är en ort i Mexiko, tillhörande kommunen Jocotitlán i den nordvästra delen av delstaten Mexiko. Orten hade 4 977 invånare vid folkräkningen 2010 och var kommunens femte största samhälle.